# La conversió de Kartli
La conversió de Kartli (en georgià: მოქცევაჲ ქართლისაჲ, en asomtavruli: ႫႭႵႺႤႥႠჂ ႵႠႰႧႪႨႱႠჂ, pronunciat:/mɔkʰtsɛvɑj kʰɑrtʰlɪsɑj/) és un text medieval, el manuscrit més antic de les cròniques georgianes. Datada en el segle x, és una crònica que narra la història de Kartli, la regió que esdevindria el cor de Geòrgia i que els autors europeus anomenaven Regne d'Ibèria, motiu pel qual també se'l coneix amb el nom de Crònica de Geòrgia. La narració comença amb la fundació del reialme i segueix fins a principis del segle vii, amb una extensió especialment detallada pel que fa a la cristianització efectuada per santa Nina al segle iv.

## Els manuscrits
El manuscrit original de La conversió de Kartli s'ha perdut i fins a temps recents només se n'havien estudiat dues còpies. Aquestes còpies estaven en el Còdex de Shatberdi i en el Còdex de Chelishi. El Còdex de Shatberdi, és la versió més antiga i es va fer el 973, sota la supervisió d'un monjo anomenat Joan, del monestir georgià de Shatberdi, que actualment pertany a Turquia. Fou descobert el 1888 i publicat el 1890 pel professor Ekvtime Taqaishvili.
La segona versió, el Còdex de Chelishi, que porta el nom d'un monestir de Geòrgia on va ser trobat el 1903, és una còpia feta al segle xiv o potser el xv. Després passà a la important biblioteca del monestir de Santa Caterina del Sinaí, però no se sabia fins fa poc. El 1975 es produí un breu incendi en aquell monestir, després del qual els monjos van descobrir un cambra secreta que contenia centenars de documents antics, entre els quals hi havia dues versions manuscrites de La conversió de Kartli datades entre els segles ix i x, les quals encara no s'han estudiat completament, degut al material amb què estan fetes, són palimpsest, és a dir fulls reutilitzats diverses vegades i cal netejar-los per poder-los llegir bé.
Els còdex de Shatberdi i Chelishi són des del punt de vista lingüístic semblants i contemporanis entre ells. El segon, però, conté variacions substancials amb passatges afegits força elaborats. La seva narrativa és més extensa, encara que conté errades ortogràfiques i fonètiques comeses pels copistes anònims. Diversos paràgrafs del Shatberdi són més informatius, però aquests detalls probablement siguin afegits posteriors, com fa pensar el fet de trobar-hi la paraula Bagdad, un topònim emprat després del segle viii. El de Shatberdi cita algunes de les seves fonts (com ara "un breu relat de la conversió de Kartli" escrit per Grigol el Diaca) molts dels quals o no han sobreviscut o no se n'havia sentit a parlar mai. Els especialistes moderns han proposat el nom de Pseudo-Callisthenes autor apòcrif del Romanç d'Alexandre i la crònica sobre els inicis del cristianisme d'Alexandre de l'illa (De inventatione sanctae crucis), com a possibles fonts documentals. Aquest text fou versionat per autors georgians com Leontius de Ruisi (segle xi) i Arseni Metafrastes (segle xii).

## Contingut
La conversió de Kartli consta principalment de dos llibres. El primer és conegut convencionalment com La crònica (ქრონიკა, k’ronika), una breu història de Kartli des de la mítica expedició d'Alexandre Magne cap al sud del Caucas fins al segle vii. La part central del llibre, narra la conversió d'Ibèria al cristianisme mitjançant la missió evangelitzadora de santa Nina. El segon llibre és l'hagiografia d'aquesta santa i es titula Vida de Nina (ცხოვრება წმიდა ნინოსი, ts'xovreba ts'mida ninosi). Aquests textos van acompanyats de llistes de reis, prínceps i prelats de Kartli.

## Valoració
Malgrat totes les contradiccions que conté –els elements purament provinents del llegendari popular i la influència religiosa–, La conversió de Kartli és un text essencial per l'estudi de la història de Geòrgia. Encara més, posseeix una llista cronològica i detallada, que no té parió en la bibliografia sobre hagiografies i patrística de l'Església de Geòrgia. La notòria influència d'aquest text en les subsegüents obres històriques georgianes demostra el paper fonamental que ha suposat per establir el sentit d'identitat cristiana nacional ja en l'edat mitjana.